# 張宇
張宇（1967年4月30日—），本名張博翔，台北市人，臺灣創作男歌手，畢業於逢甲大學銀行保險學系，擅長鋼琴及吉他。

## 生平
由于深受罗大佑影响而投身音乐，張宇於大學時代即在民歌餐廳駐唱，所有台中民歌餐廳的老闆都不願意要他，只有紅海盜的老闆獨具慧眼，幫他一個星期排一場。直至1993年，經由凡人二重唱的推薦，被大滾音樂製作人蔡宗政發掘而正式出道，並發行了第一張專輯《走路有風》，然未獲太大之迴響；同年11月發行第二張專輯《用心良苦》，讓他初嚐走紅之滋味，同名主打歌〈用心良苦〉為香港電影《昨夜長風》國語主題曲，传唱整个华人KTV，可謂張宇重要的代表作品之一，其后的《一言难尽》，《曲终人散》，《一个人的天荒地老》等歌曲流传声势至今仍有影响力。1998年，《月亮太陽》專輯又掀起另一波事業高潮，其中〈月亮惹的禍〉一曲至今依然於KTV百大排行榜中榜上有名。
2004年嘗試主持華視綜藝節目《快樂星期天》，與前輩張小燕搭檔。2007年開始在中視《超級星光大道》擔任評審，也與曾國城主持TVBS-G綜藝節目《男人壞壞Why》。2008年1月，參與演出華視連續劇《歡喜來逗陣》，並為該劇自寫自唱主題曲〈可愛的查某〉與〈傘下〉。2008年4月6日開始與王惠主持湖北衛視週日綜藝節目《綜藝大滿貫》，同年11月與柳翰雅搭檔主持民視歌唱節目《星期天晚上的白日夢》。
於2009年5月27日與陳昇、黃品源一起在香港紅磡體育館舉行《三個好男人演唱會》，獲得一致好評。同時期類似的案例還有由高凌風、吳宗憲、康康三人所組成的「三大難高音」，亦是好評不斷。2009年8月26日再次與陳昇、黃品源在香港紅磡體育館舉行《三個好男人唱好情歌ENCORE演唱會》，適逢是七夕情人節，張宇特別高唱一曲〈猜心〉給台下的太太十一郎聽。
2010年7月30日至2011年7月29日與黃子佼共同主持壹電視《壹級娛樂》。2012年張宇與太太十一郎為大陸電視劇《心術》創作同名主題曲，該劇將於同年5月3日首播。2014年參加《我是歌手》第二季，並擔任節目主持人。2016年參加浙江衛視《誰是大歌神》節目，為第二期之「大歌神」。

## 个人生活
1997年，他與長期的詞曲搭檔十一郎（本名蕭慧文）結婚，她的別名是因為她很喜欢狄龙演的《萧十一郎》。育有2子。

## 音樂作品

### 專輯

#### 歌林唱片
- 1993年發行國語專輯《走路有風》。
- 1993年發行國語專輯《用心良苦》。
- 1994年發行國語專輯《溫故知心》。

#### 科藝百代
- 1995年發行國語專輯《一言難盡》。
- 1996年發行國語專輯《消息》。
- 1997年發行國語專輯《整個八月》。
- 1997年發行國語專輯《溫古知新》。
- 1998年發行國語EP《單戀一枝花》。
- 1998年發行國語專輯《月亮太陽》。
- 1999年發行國語專輯《雨一直下》。
- 2000年發行精選輯《奇蹟創世紀精選》。
- 2001年發行國語專輯《替身》。
- 2003年發行國語專輯《大丈夫》。
- 2004年發行國語專輯《不甘寂寞》。
- 2005年發行精選輯《男人的好》。
- 2009年發行首張數位形式專輯《Back To 張宇》。
- 2016年發行精選輯《好男人的情歌》XRCD。

### 單曲
- 2010年10月在三小男人演唱會最終迴發表單曲「仰望」，2022年3月25日正式推出
- 2011年3月為日本地震而寫的歌曲「守望」
- 2012年為中國電視劇心術創作同名主題曲
- 2022年2月11日「我們盡力了」

### 電視劇主題曲
1994年
- 「妳不會懂」，無線電視劇《再見亦是老婆》國語主題曲

1995年
- 「一言難盡」，新加坡廣播機構《地下獵人》主題曲

1998年
- 「預言」, 新加坡廣播機構《神雕俠侶》主題曲, 與范文芳合唱

1999年
- 「月亮惹的禍」，《圓月彎刀》主題曲
- 「雨一直下」，台視《情深到來生》片頭主題曲。
- 「小小的太陽」，台視《燕雙飛》片尾曲。
- 「雨一直下」,衛視中文台《新少林寺》片頭主題曲。
- 「走樣」，衛視中文台《新少林寺》片尾曲。

2000年
- 「一個人的天荒地老」，《亂世桃花》片頭曲。
- 「桂花釀」，《亂世桃花》片尾曲。
- 「雨一直下（粵語版）」香港無線電視《醫神華佗》主題曲

2001年
- 「替身」，台版《年代電視台》《大宅門》主題曲。
- 「貴氣逼人」，台版人氣線上遊戲《龍族》主題曲。

2003年
- 「荒廢」，民視《我的姊姊是媽媽》片頭曲，八大《齊天大聖》片尾曲。
- 「傻瓜與野丫頭」，八大《齊天大聖》片頭曲。
- 「離開」，八大《背叛愛情》片頭曲，民視《我的姊姊是媽媽》片尾曲。

2004年
- 「情人知己」，緯來戲劇台 韓劇《完整的愛》片頭曲。
- 「餘興節目」，緯來戲劇台 韓劇《曾經》片頭曲。

2005年
- 「問心無愧」，中國2005年度大戲《京城四少》

2008年
- 「可愛的查某」，張宇本人主演之華視八點檔《歡喜來逗陣》片頭曲
- 「傘下」，華視八點檔《歡喜來逗陣》片尾曲

2009年
- 「俠侶神雕」，張宇本人客串之華視八點檔《魔女18號》片頭曲
- 「置身事外」，華視八點檔《魔女18號》片尾曲

2012年
- 「心術」，上海電視劇《心術》同名主題曲

### 曾被其他歌手改編的作品
| 歌曲               | 被改編為           | 歌手           |
| ------------------ | ------------------ | -------------- |
| 割心               | 一世一次戀愛       | 梁漢文         |
| 猜心               | 如風               | 王菲           |
| 愛到這樣           | 今夜唱什麼歌       | 張信哲         |
| 用心良苦           | 天與地             | 王菲           |
| 走路有風           | 遊戲的終點、依然在 | 王菲、譚詠麟   |
| 飛(國)             | 飛(粵)             | 王馨平         |
| 情有獨鍾           | 不再悲觀           | 馬浚偉         |
| 妳不會懂           | 仍然是最愛你       | 彭羚           |
| 單戀一枝花         | 一千種記憶         | 譚詠麟         |
| 留你留得好苦       | 好戲之人           | 李克勤         |
| 愛上了你，愛上了癮 | 給我所愛           | 梁漢文         |
| 月亮惹的禍         | 都是你的錯         | 陳慧琳、鄭中基 |
| 雨一直下           | 這分鐘不愛我       | 小雪           |
| 一個人的天荒地老   | 地球和月亮的故事   | 陳慧嫻         |
| 長頭髮             | 乾脆               | 陳慧珊         |
| 沙漠寂寞(雨蝶)     | 永遠在這天         | 鄧麗欣         |
| 趁早(國)           | 趁早(粵)           | 張紋嘉         |

### 曾為其他歌手作曲的作品
| 歌曲                    | 歌手           |
| ----------------------- | -------------- |
| 愛上你給的痛            | 萬芳           |
| 心軟                    | 萬芳           |
| 回心轉意                | 黃鶯鶯         |
| 讓愛隨你走              | 黎明           |
| 猜心                    | 萬芳           |
| 別說多情好              | 譚詠麟         |
| 喜歡                    | 林佑威         |
| 陪你到天亮              | 童安格         |
| 想起                    | 江美琪         |
| 心酸的浪漫              | 那英           |
| 囚鳥                    | 彭羚           |
| 花花世界                | 陳美鳳         |
| 脫軌                    | 方文琳         |
| 不是過客                | 許志安         |
| 趁早                    | 張惠妹         |
| 千年萬年                | 譚詠麟         |
| 路過的夢                | 王征           |
| 你應該對我說謊          | 林雨婷         |
| 放你在心                | 伍浩哲         |
| 童話短路                | 林志穎         |
| 你不會懂 [給你的還不夠] | 王翔           |
| 聽說專情的人很累        | 裘海正         |
| 執迷不悟                | 林蒙           |
| 別再背著我哭            | 金城武         |
| 護照                    | 姚黛瑋         |
| 今夜唱甚麼歌            | 張信哲         |
| 嫉妒                    | 張智霖         |
| 我在這裏守候            | 張信哲         |
| 逃走                    | 吳倩蓮         |
| 勇氣                    | 童欣           |
| 我被情傷                | 林良樂         |
| 回頭太難                | 張學友         |
| 連回憶都不給我嗎        | 彭羚           |
| 萬般愛戀皆甘休          | 凡人二重唱     |
| 沙漠寂寞(雨蝶)          | 李翊君         |
| 等不及要對你說          | 游鴻明         |
| 揮霍寂寞                | 蘇慧倫         |
| 誰叫我曾經說過          | 林蒙           |
| 永遠袂凍親像你          | 葉璦菱         |
| 沙漠海                  | 江淑娜         |
| 我站在屋頂吹風          | 黃仲齊         |
| 桂花釀                  | 萬芳           |
| 釋懷                    | 張衛健         |
| 只想遇到一個人          | 呂方           |
| 我的快樂悲傷            | 徐世珍         |
| 恍如隔世                | 彭羚           |
| 遲早                    | 黃淑惠         |
| 我的後悔可以說給你聽嗎  | 童欣           |
| 思念天天                | 文章           |
| 愛情的事總是很難說      | 美林           |
| 讓愛回來                | 齊豫           |
| 我要用什麼方式留你      | 凡人二重唱     |
| 多謝關心                | 張智霖         |
| 這一生我只牽你的手      | 庹宗華         |
| 女人到底想什麼          | 张杰           |
| 勸情                    | 小烏鴉與野鴿子 |
| 不堪一擊                | 康康           |
| 恩愛                    | 辛曉琪         |
| 我們盡力了              | 黃致列         |

### 合唱歌曲
| 歌曲           | 合唱歌手       |
| -------------- | -------------- |
| 別來無恙       | 張清芳         |
| 執迷不悟       | 林濛           |
| 預言           | 范文芳         |
| GROOVING       | 巫啟賢、于冠華 |
| 我欠你什麼     | 巫啟賢         |
| 功德圓滿       | 黃立行         |
| 不醒夢         | 王美蓮         |
| 手牽手         | 群星           |
| 我真的謝謝你   | 大滾群星       |
| 用盡一生的愛   | 張宇VS群星     |
| 寂寞聖賢       | 劉虹嬅、江美琪 |
| 傻瓜與野丫頭   | 徐熙娣         |
| 朋友別哭       | 凡人二重唱     |
| 女人到底想甚麼 | 張杰           |

## 主持作品
- 華視《快樂星期天》2004年(與張小燕主持，每星期日20:00～22:00首播)
- 星空衛視《超級星期舞》2005年(與揚揚主持)
- TVBS-G《男人壞壞Why》(與曾國城主持，播映時間：2007年4月30日～2007年7月27日，每星期一至五23:00首播)
- 中視《超級星光大道》在第一屆至第三屆及第五屆擔任常任評委，於第六季擔任隊長，於2009年12月25日的節目錄影宣佈退出評審陣容。
- 民視無線台《星期天晚上的白日夢》(2008年12月改名為《星期天晚上的黃金夢》)(與柳翰雅主持，播映時間：2008年10月26日～2009年3月1日，每星期日22:00～23:30首播)
- 民視無線台《我的第一次》(與柳翰雅主持，播映時間：2009年3月8日～2010年1月10日，每星期日22:00～23:30首播)
- 湖北衛視《綜藝大滿貫》(與王惠主持，播映時間：2008年4月6日～播出中，每星期日19:35～21:00首播)
- 壹電視《壹級娛樂》(與黃子佼主持，播映時間：2010年7月30日～2011年7月29日，每星期一至星期五壹電視新聞台22:00～23:00首播、壹電視綜合台20:00-21:00直播)
- 深圳衛視《男左女右》(與李湘主持，播映時間：2013年3月2日～，逢星期六播出)
- 湖南衛視《我是歌手 (第二季)》2014年1月3日～2014年4月4日 （身兼主持與歌手雙重身份）播映時間：2014年1月3日～2014年4月4日，逢星期五首播)
- 优酷視頻《火星情報局（第1季~第3季）》2016年～2017年，播放日期為2016～2017年。

## 影視作品

### 電視劇
- 2002年 《愛情白皮書》客串 飾 生活輔導組長(張組長)
- 2002年 《星情花園》(單元劇) 主演主角 飾 大宇
- 2005年 《大熊醫師家》客串 飾 張先生
- 2008年 《歡喜來逗陣》飾石瑞克
- 2009年 《魔女18號》客串 飾 封培倫
- 2009年 《呼叫大明星》客串 飾 傑克 (由2010年5月16日於華視首播)

### 電影
- 2011年 《殺手歐陽盆栽》客串 張宇
- 2017年 《假如王子睡着了》饰 舅舅
- 2018年 《黃金兄弟》客串 Joe

### 廣告
- “三商巧福牛肉麵”廣告主題曲(演唱、編寫)
- Panasonic(Slogan Annouce)
- 1994年－“黑松沙士”廣告主題曲
- 1995年－“超群喜餅”廣告主題曲(演唱、編寫)
- 2001年─「貴氣逼人」演唱線上遊戲《龍族》主題曲
- 2005年—文時特(廣東)品牌代言人
- 2017年—方太智能油煙機廣告主題曲《勇敢說再見》

## 獎項紀錄

### 金曲獎
| 年份   | 頒獎典禮    | 獎項           | 作品         | 結果 |
| 1994年 | 第6屆金曲獎 | 最佳年度歌曲獎 | 〈用心良苦〉 | 提名 |

## 外部連結
- 張宇的新浪微博
- 張宇的Instagram帳戶
- 張宇十一郎粉絲頁的Facebook專頁
- 張宇官方頻道 Youtube頻道 （页面存档备份，存于）